# Вертебробазилярна недостатність
Верте́бробазиля́рна недоста́тність (ВБН, вертебробазилярний синдром, синдром вертебробазилярної артеріальної системи) — порушення функціонування головного мозку внаслідок погіршення кровотоку в базилярній або хребетних артеріях. Буває вродженою й набутою.

## Клінічна картина
Симптоми вертебробазилярної недостатності зумовлені порушенням функцій відділів головного мозку, кров до яких постачається хребетними й базилярними артеріями. До основних клінічних ознак ВБН належать:

### Запаморочення
Відбувається за погіршення кровопостачання вестибулярного апарату та є одним з найчастіших проявів ВБН. Зазвичай запаморочення виникає раптово й триває від декількох хвилин до годин. У важких випадках супроводжується нудотою, блювотою, пітливістю, зміною частоти серцевих скорочень і рівнем артеріального тиску. Іноді людина може знепритомніти.

### Головний біль
Зазвичай локалізується в потилиці. Може бути пульсівним або тупим.

### Порушення зору
Для ВБН характерні як тривалі, так і короткочасні втрати зору, мушки або потемніння в очах, випадання полів зору. Іноді виникає диплопія, рідше — різні окорухові порушення.

### Нейросенсорна приглухуватість
Для цього стану характерне різке зниження слуху або шум у вухах різного тембру.

### Непритомність
Виникає при тимчасовому порушенні мозкового кровотоку.

### Астенічний синдром
Проявляється втратою зацікавленості до оточення, слабкістю, млявістю, підвищеною стомлюваністю, різкими перепадами настрою, дратівливістю, сльозливістю. Вертебробазилярна недостатність швидко прогресує. На пізніх стадіях захворювання можливий розвиток серйозних ускладнень: порушень мови й ковтання, падіння (без втрати свідомості) й ішемічних інсультів різної тяжкості.

## Патогенез
Вертебробазилярна недостатність розвивається через обмеження надходження глюкози й кисню до різних відділів головного мозку внаслідок стискування хребетних (a.vertebralis) або осно́вних (a.basillaris) артерій. Стеноз будь-якої з артерій призводить до розвитку ішемії певної ділянки головного мозку і, як наслідок, гіпоксії та різних порушень метаболічних процесів. Тривала ішемія здатна привести до некрозу тканин головного мозку.

## Причини
Причинами вродженої вертебробазилярної недостатності є різні патології, травми й аномалії під час вагітності та пологів: багатоплідна вагітність, гіпоксія плоду, передчасні пологи, а також багато інших ситуацій, що викликали порушення цілісності судин. Набута форма ВБН проявляється через захворювання й патології, що порушують процеси кровообігу, кровонаповнення або впливають на зміну нормальної будови судин і судинних анастомозів. Серед етіологічних чинників набутої вертебробазилярної недостатності виділяють:
- травми шийного відділу хребта,
- стискування підключичної артерії гіпертрофованим сходовим м'язом,
- атеросклероз судин, що живлять головний мозок,
- тромбоз хребетної й (або) осно́вної артерії,
- гіпертонічну хворобу й синдром артеріальної гіпертензії,
- розшарування внутрішньої стінки вертебробазилярних судин,
- запальні захворювання стінок судин (неспецифічний аортоартеріїт, васкуліт, ангіїт, артрит та ін.),
- цукровий діабет,
- синдром Г'юза-Стовіна[en],
- вроджені аномалії розвитку судинного русла.

## Діагностика
Складність діагностики вертебробазилярної недостатності полягає в тому, що симптоми цього захворювання зустрічаються й при інших порушеннях церебрального кровообігу. Для встановлення діагнозу потрібні ретельний збір анамнезу, фізикальне й інструментальне обстеження. Діагноз ВБН ставиться за наявності в пацієнта щонайменше трьох характерних симптомів, а також за патологічних змін у судинах вертебробазилярної системи й виявленні етіологічного фактора хвороби. Для уточнення причини вертебробазилярної недостатності використовуються такі діагностичні методи:

### МР-ангіографія і КТ-ангіографія
При КТ-ангіографії в артерії, які беруть участь у кровопостачанні головного мозку, вводиться рентгеноконтрастна речовина, за допомогою якої вивчаються їхній діаметр і стан внутрішніх стінок.
МР-ангіографія дозволяє дослідити стан судинного русла головного мозку без внутрішньовенного введення контрастних препаратів.

### Магнітно-резонансна томографія та комп'ютерна томографія
Діагностичні методи магнітно-резонансної томографії (МРТ) та комп'ютерної томографії (КТ) явикористовують для виявлення структурних уражень спинного мозку й хребта, остеохондрозу, міжхребцевих гриж, спондилоартрозу. Однак для візуалізації артерій вертебробазилярної системи МРТ і КТ використовуються рідко, оскільки вони недостатньо інформативні.

### УЗДмагістральних судин шиї та голови
Метод застосовується для визначення швидкості кровотоку в системі вертебробазилярних судин і виявлення в них обтурацій та оклюзій.

### Лабораторне дослідження крові
Загальний і біохімічний аналізи крові дозволяють виявити у властивостях крові зміни, характерні для атеросклерозу, цукрового діабету, запалення та інших патологічних станів.

## Лікування
Основні завдання лікування вертебробазилярної недостатності — усунення причини, що викликала захворювання, відновлення нормального кровотоку та кровонаповнення судин головного мозку, усунення ішемії та місцевої гіпоксії.

### Медикаментозна терапія
При медикаментозному лікуванні зазвичай застосовуються:
- препарати, що знижують рівень ліпідів: статини, фібрати, ізолятори-секвестранти жовчних кислот, нікотинова кислота, похідні фібрикової кислоти;
- засоби, що застосовуються при цукровому діабеті: препарати сульфанілсечовини, інгібітори альфа-глюкозидази, бігуаніди (метформін);
- антиагреганти: аспірин;
- антигіпертензивні засоби: діуретики, антагоністи кальцію, інгібітори АПФ, бета-адреноблокатори;
- антигіпоксанти: інгібітори окислення жирних кислот, засоби, що утворюють сукцинати, природні компоненти дихального ланцюга;
- вазодилататори: нікотинова кислота і її похідні, альфа-адреноблокатори;
- нейрометаболічні стимулятори: похідні піролідину, цереброваскулярні засоби, нейропептиди;
- симптоматичні лікарські засоби.

## Фізична терапія

### Лікувальна фізкультура
При вертебробазилярній недостатності найбільш ефективними є легкі вправи без різких рухів. Регулярні заняття допомагають прибрати спазми м'язів, поліпшити поставу й зміцнити м'язовий корсет хребта. Ефективні вправи йоги — ранкова позиція змії, йога — мудра та ін.

### Лікувальний масаж
Масаж сприяє розширенню судин і поліпшенню кровообігу.

### Фізіотерапія
Для лікування вертебробазилярної недостатності застосовують голкотерапію, черезшкірну електронейростимуляцію, ультрафонофорез, магнітотерапію, лазеротерапію.

### Рефлексотерапія
Використовується рефлексотерапія для усунення болю, зняття спазмів та стимуляції нервових центрів головного мозку.

### Хірургічне лікування
Хірургічне лікування показано тільки в найважчих випадках вертебробазилярної недостатності. За допомогою оперативного втручання усувається порушення кровообігу, пов'язане зі зменшенням діаметра хребетної артерії в результаті стенозу, стиснення або спазму. Типовими операціями при вертебробазилярній недостатності є: мікродискектомія, ендартеректомія, лазерна реконструкція міжхребцевих дисків, ангіопластика хребетної артерії з установкою стента.

## Прогноз
За коректно підібраної й своєчасно розпочатої терапії набутої вертебробазилярної недостатності можна позбутися її наслідків. Однак за відсутності лікування або при його неправильному проведенні ймовірний розвиток хронічної вертебробазилярної недостатності з постійним погіршенням самопочуття й частими тривалими транзиторними ішемічними атаками. З часом підвищується високий ризик розвитку інсульту або дисциркуляторної енцефалопатії зі стійким неврологічним дефіцитом.